# تسجيل وتقييم وترخيص وتقييد المواد الكيميائية
تسجيل وتقييم وترخيص وتقييد المواد الكيميائية (بالإنجليزية: Registration, Evaluation, Authorisation and Restriction of Chemicals)‏ ومختصره (REACH) هو تنظيم في الاتحاد الأوروبي مؤرخ في 18 ديسمبر 2006. يتناول هذا التشريع أو التنظيم إنتاج واستخدام المواد الكيميائية والتأثيرات المحتملة على كل من صحة البشر والبيئة.
يتكون هذا التشريع من 849 صفحة، واستغرق إكماله 7 سنين، ويوصف بأنه أكثر التشريعات تعقيدا في تاريخ الاتحاد الأوروبي وأكثرها أهمية خلال 20 سنة. يعد هذا القانون أشد القوانين تشددا حتى الآن في تنظيم المواد الكيميائية وهو يؤثر على الصناعات في كل العالم.
دخل التشريع حيز التنفيذ في 1 يونيو 2007، وينفذ على مراحل على مدى فترة عقد. أنشأت الوكالة الأوروبية للمواد الكيميائية هذا التشريع أو التنظيم، وهي تدير جوانبه التقنية والعلمية والإدارية.